# Präsidentschaftswahlen in Osttimor 2002

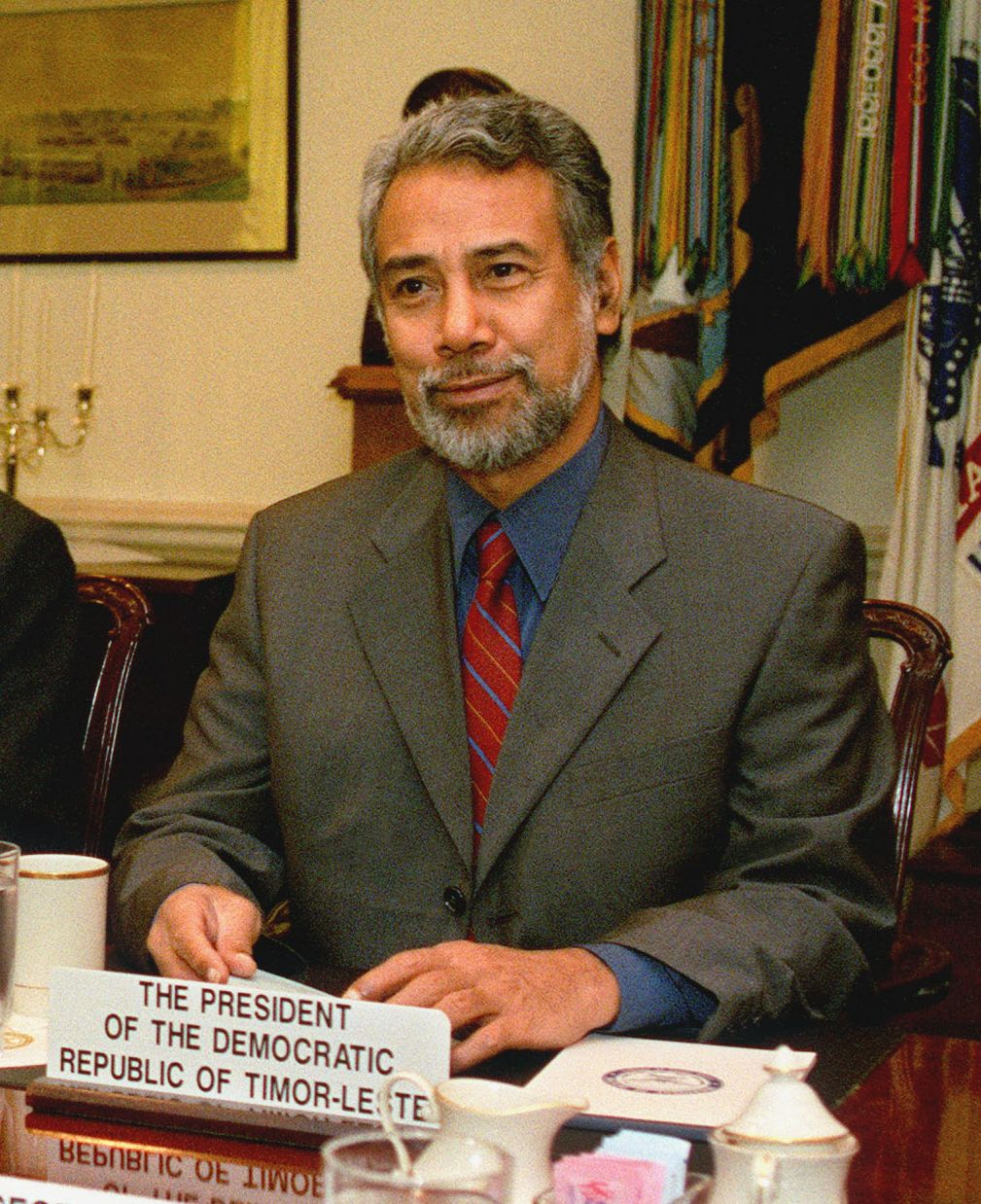
Xanana Gusmão

Bei den ersten Präsidentschaftswahlen in Osttimor nach dem Abzug Indonesiens am 14. April 2002 setzte sich Xanana Gusmão gegen Francisco Xavier do Amaral, der für die Associação Social-Democrata de Timor (ASDT) antrat, mit 82,7 % der Stimmen durch. 13.768 Stimmen (3,64 %) waren ungültig. Die Wahlbeteiligung lag bei 82,8 %. Gusmão, der frühere Chef von FRETILIN und des Conselho Nacional de Resistência Timorense (CNRT), wurde als Volksheld verehrt. Nachdem die Eigenstaatlichkeit Osttimors als großes Ziel erreicht war, wollte sich Gusmão eigentlich aus der aktiven Politik zurückziehen, stellte sich dann aber doch den vielen Bitten, weiter eine verantwortungsvolle Position einzunehmen.
Amaral, der bereits vor der Besetzung des Landes durch Indonesien der erste Präsident Osttimors war, hatte bereits vor der Wahl erklärt, er rechne nicht damit gegen Gusmão zu gewinnen. Er sah es aber als wichtig an, die Stärke der osttimoresischen Demokratie vorzuführen, indem Gusmão einen Gegenkandidat habe.
Neben seiner ASDT wurde Amaral von der Partido Republika Nacional Timor Leste (PARENTIL) unterstützt. Gusmão konnte hinter sich neun Parteien vereinen: PSD, PD, UDT, KOTA, PNT, PST, UDC/PDC, PTT und PDM. Umstritten war die offene Unterstützung Gusmãos durch die Streitkräfte (F-FDTL). Die FRETILIN, die die absolute Mehrheit im Nationalparlament Osttimors innehatte, unterstützte offiziell keinen der beiden Kandidaten. Als Gusmão im Wahlkampf ankündigte, im Falle einer Wahl ein Auge auf die Regierenden zu haben und ein Gegenpol zu bilden, empfahl FRETILIN-Chef Mari Alkatiri seinen Anhängern, Amaral zu wählen oder leere Wahlzettel abzugeben. FRETILIN-Mitglieder, die auf Wahlkampfveranstaltungen von Gusmão auftraten, wurden in der Partei diszipliniert.
Gusmão blieb bis zum Ende seiner Amtszeit 2007 Präsident Osttimors.
| Präsidentenwahl in Osttimor am 14. April 2002 |         |        |
| Kandidat (Partei)                             | Stimmen | %      |
| Xanana Gusmão (parteilos)                     | 301.634 | 82,69  |
| Francisco Xavier do Amaral (ASDT)             | 63.146  | 17,31  |
| Gesamt (Beteiligung: 86 %)                    | 364.780 | 100,00 |